# Cryptomonnaie stable

Une cryptomonnaie stable (en anglais stablecoin, plus rarement « cyberjeton indexé ») est une cryptomonnaie dont le prix est arrimé à une autre cryptomonnaie, à une monnaie fiduciaire ou à un produit négocié en bourse (comme les métaux précieux ou les métaux industriels).

## Concept
Si les cryptomonnaies traditionnelles garantissent une décentralisation effective et une indépendance complète vis-à-vis d'une quelconque autorité monétaire, ces actifs connaissent une volatilité élevée. Les cryptomonnaies stables se présentent comme une réponse à cette volatilité. Parce que la devise est liée à un actif assez stable, comme le dollar américain ou l'euro, sa valeur évolue peu à travers le temps. Afin de stabiliser encore plus son cours, la cryptomonnaie stable peut être basée sur un panier de monnaies ou des produits négociés en bourse. 
Les cryptomonnaies stables permettent par conséquent de bénéficier des avantages offerts par les cryptomonnaies traditionnelles, comme l'immutabilité et le pseudonymat, sans leur défaut principal qu'est leur grande volatilité. 
Les cryptomonnaies stables les plus développées s'échangent aujourd'hui principalement aux États-Unis. Leur capitalisation a été multipliée par six entre l'été 2020 et septembre 2021, pour atteindre 110 milliards de dollars.

## Typologie

### Monnaies stables adossées à des actifs
Les cryptomonnaies adossées à des actifs financiers sont stabilisées par les actifs auxquels elles sont amarrées[réf. nécessaire]. Ces actifs, s'ils fluctuent en effet, le font en dehors de l'espace des cryptomonnaies, c'est-à-dire que l'actif sous-jacent n'est pas corrélé aux cryptomonnaies, ce qui réduit le risque financier. Le bitcoin et les altcoins sont fortement corrélés, de sorte que les détenteurs de cryptomonnaies ne peuvent pas échapper à des chutes de prix généralisées sans sortir du marché ou se réfugier dans des cryptomonnaies stables adossées à des actifs. En outre, ces monnaies, en supposant qu'elles soient gérées de bonne foi et qu'elles disposent d'un mécanisme de conversion vers l'actif qui les soutient, ont peu de chances de tomber en dessous de la valeur de l'actif physique sous-jacent, en raison d'un arbitrage.
Les cryptomonnaies stables adossées sont soumises à la même volatilité et au même risque que l'actif sous-jacent. Si la cryptomonnaie stable adossée est soutenue de manière décentralisée, elle est relativement à l'abri de la prédation, mais s'il y a une chambre forte centrale, elle peut être volée ou subir une perte de confiance.

### Monnaies adossées à des produits de base
Certaines cryptomonnaies sont stabilisées par un arrimage à des produits de base. Les principales caractéristiques de ces monnaies stables sont les suivantes :
- Leur valeur est fixée par rapport à un ou plusieurs produits de base et elles peuvent être échangées contre ceux-ci (plus ou moins) sur demande ;
- Il y a une promesse de paiement, par des individus non réglementés[Quoi ?], des entreprises agoristes, ou même des institutions financières réglementées ;
- Le montant de la marchandise utilisée pour garantir la cryptomonnaie stable doit refléter l'offre en circulation de la monnaie.

Les détenteurs de cryptomonnaies stables adossées à des produits de base peuvent racheter leurs cryptomonnaies stables au taux de conversion pour prendre possession d'actifs réels. Le coût du maintien de la stabilité de la cryptomonnaie stable est le coût du stockage et de la protection de la garantie en produits de base.
Un exemple de cryptomonnaie stable : Digix Gold Tokens.

### Monnaies stables adossées à la monnaie fiduciaire
La valeur des cryptomonnaies stables de ce type est basée sur la valeur de la monnaie de garantie, qui est détenue par une entité financière réglementée par un tiers. Dans ce contexte, la confiance dans le dépositaire de l'actif de garantie est cruciale pour la stabilité du prix de la cryptomonnaie stable. Les cryptomonnaies stables adossées à la monnaie fiduciaire peuvent être échangées sur des bourses et sont remboursables auprès de l'émetteur. Le coût du maintien de la stabilité de la cryptomonnaie stable correspond au coût du maintien de la réserve de garantie et au coût de la conformité juridique, du maintien des licences, des auditeurs et de l'infrastructure commerciale requise par le régulateur.
Les cryptomonnaies adossées à de la monnaie fiduciaire sont les plus courantes et ont été le premier type de monnaies stables sur le marché. Leurs caractéristiques sont les suivantes :
- Leur valeur est arrimée à une ou plusieurs monnaies (le plus souvent le dollar américain, également l'euro et le franc suisse) dans un rapport fixe ;
- L'adossement est réalisé hors chaîne, par l'intermédiaire de banques ou d'autres types d'institutions financières réglementées qui servent de dépositaires de la devise utilisée pour garantir la cryptomonnaie stable ;
- Le montant de la devise utilisée pour garantir la cryptomonnaie stable doit refléter l'offre en circulation de la monnaie.

Exemples de cryptomonnaies stables adossées à des monnaies fiduciaires : TrueUSD (TUSD), Tether, USD Coin, Diem, Lugh, Tether Euro.

### Monnaies stables adossées à une crypto-monnaie
Les monnaies stables adossées à des cryptomonnaies sont émises avec des cryptomonnaies comme garantie, ce qui est conceptuellement similaire aux monnaies stables adossées à des fiats. Cependant, la différence significative entre les deux concepts est que, alors que la garantie en monnaie fiduciaire se fait généralement en dehors de la chaîne de blocs, la cryptomonnaie ou l'actif cryptographique utilisé pour garantir ce type de pièces stables se fait sur la chaîne de blocs, en utilisant des contrats intelligents de manière plus décentralisée. Dans de nombreux cas, ces contrats fonctionnent en permettant aux utilisateurs de contracter un prêt contre un contrat intelligent en bloquant une garantie, ce qui rend plus intéressant le remboursement de leur dette si la valeur de la cryptomonnaie stable venait à diminuer. Pour éviter les effondrements soudains, un utilisateur qui contracte un prêt peut être liquidé par le contrat intelligent si la valeur de sa garantie est trop proche de celle de son retrait.
Les caractéristiques significatives des cryptomonnaies stables adossées à des cryptomonnaies sont :
- La valeur de la cryptomonnaie stable est garantie par une autre cryptomonnaie ou un portefeuille de crypto-monnaies ;
- L'ancrage est exécuté on-chain via des contrats intelligents,
- L'approvisionnement des cryptomonnaies stables est régulé on-chain, via des contrats intelligents,
- La stabilité des prix est obtenue par l'introduction d'instruments et d'incitations supplémentaires, et pas seulement par le collatéral.

La mise en œuvre technique de ce type de cryptomonnaies stables est plus complexe et variée que celle des monnaies fiduciaires, ce qui introduit un plus grand risque de vulnérabilité dû à des bogues dans le code du contrat intelligent. L'adossement étant effectué sur la chaîne, il n'est pas soumis à la réglementation d'un tiers, ce qui crée une solution décentralisée. L'aspect potentiellement problématique de ce type de cryptomonnaies stables est la variation de la valeur de la garantie et la dépendance à l'égard d'instruments supplémentaires. La complexité et la garantie non directe de la cryptomonnaie stable peuvent décourager son utilisation, car il peut être difficile de comprendre comment le prix est réellement garanti. En raison de la nature du marché très volatile et convergent des cryptomonnaies, une garantie très importante doit également être maintenue pour assurer la stabilité.

### Monnaies stables non adossées
Les cryptomonnaie stables non adossées sont de ce qu'on appelle un type seigneuriage. Elles utilisent des algorithmes pour contrôler la masse monétaire de la cryptomonnaie stable, de manière similaire à l'approche d'une banque centrale en matière d'impression et de destruction de monnaie. Les cryptomonnaies stable de type seigneuriage sont une forme moins populaire de cryptomonnaie stable.
Les caractéristiques importantes des cryptomonnaies stables de type seigneuriage sont :
- Les ajustements sont effectués sur la chaîne de blocs ;
- Aucune garantie n'est nécessaire pour frapper des pièces ;
- La valeur est contrôlée par l'offre et la demande grâce à des algorithmes, ce qui stabilise le prix.

Un exemple de cryptomonnaie stable de style seigneuriage : Basis.

## Critiques et débats

### Atouts
La Banque des règlements internationaux énumère les avantages possibles du sujet : renforcement des efforts de lutte contre le blanchiment d'argent, résilience opérationnelle, protection des données des clients, inclusion financière, conformité fiscale et cybersécurité.

### Desiderata de régulation publique
Les cryptomonnaies stables font l'objet de débats au sein des économistes. Dans un article de 2021 dans la Revue française d'économie, Anastasia Melachrinos et Christian Pfister soutiennent que deux principales réponses peuvent être apportées aux cryptomonnaies stables, la première étant celle d'une coordination entre régulateurs (banques centrales, puissances publiques) afin d'encadrer les cryptomonnaies stables, et la deuxième, plus offensive, étant pour les banques centrales d'émettre une monnaie numérique, publique, qui pourrait remplacer le dollar dans les paiements internationaux.

### Contagion financière
Dans une étude de 2021, la Banque de France montre l'augmentation forte de l'utilisation de cryptomonnaies stables sur le marché des dettes à court terme aux États-Unis. La chute de cryptomonnaies stables pourrait ainsi provoquer une contagion financière importante à partir d'obligations privées comme publiques.

## Historique

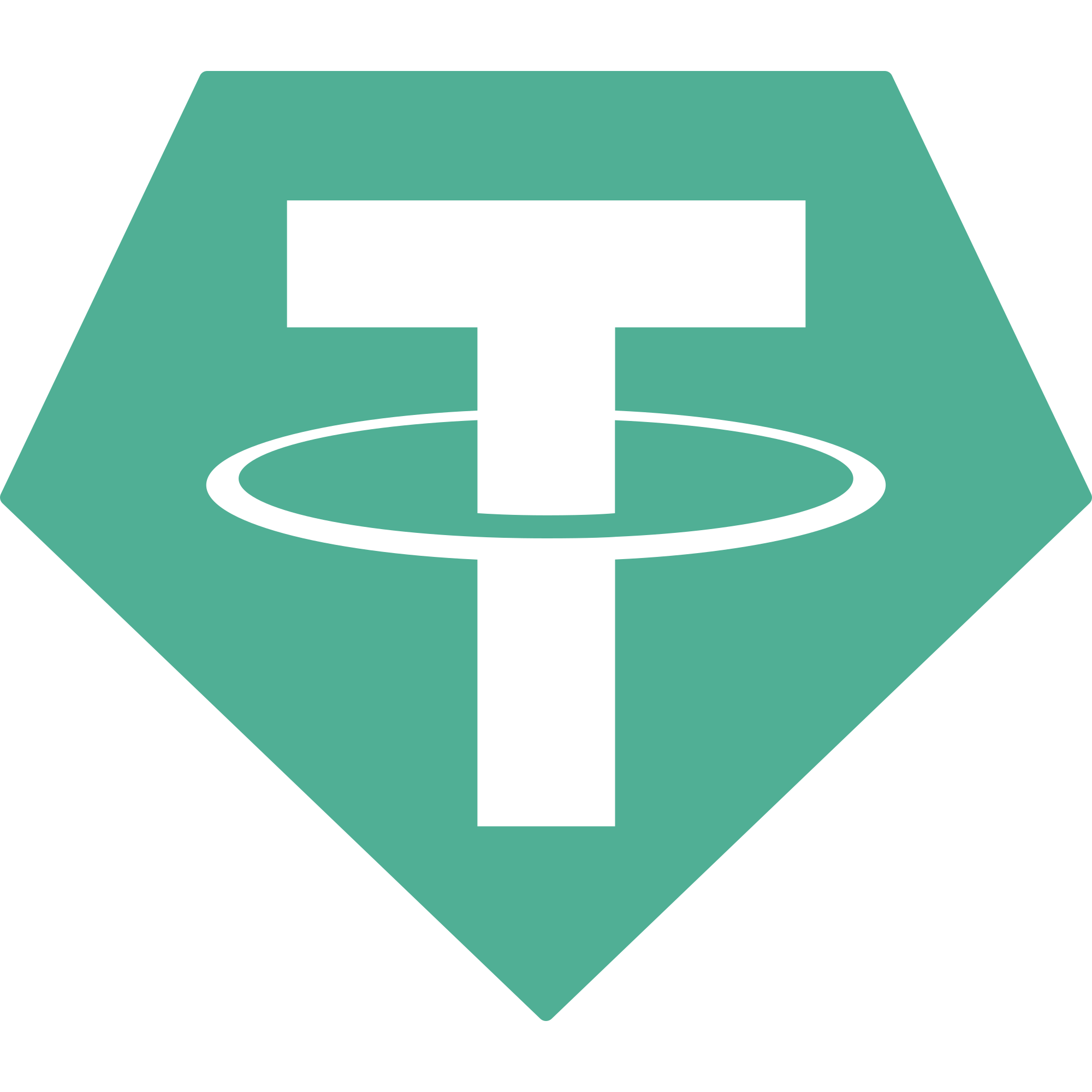
Logo du Tether (USDT).

Tether, la plus importante cryptomonnaie stable en matière de capitalisation, a été accusée d'être incapable de fournir des vérifications pour leurs réserves. Plusieurs ont attribué leur création invérifiable de nouvelles pièces à la hausse du prix du Bitcoin en 2017.
Les cryptomonnaies stables peuvent également être sujettes à l'échec en raison de la volatilité et de l'entretien nécessaire. Le projet de Basis, qui avait reçu plus de 100 millions de dollars de financement en capital-risque, a fermé en décembre 2018, citant des préoccupations concernant la réglementation américaine.

## Règlementation
En Europe, les stablecoins sont particulièrement concernés par la réglementation MiCA. Les stablecoins sont les crypto-actifs promettant une valeur stable contre une monnaie officielle telle que le dollar des États-Unis, l'euro, ou la livre britannique, le yen japonais ou un panier de devises ou de valeurs.
En supprimant le cout des virements, les stablecoins représentent un moyen alternatif de paiement.
Le paquet législatif MiCA répond à des manques de la réglementation qui deviennent visibles avec l'effondrement du FTX exchange de 2022. 
Cet effondrement a démontré la volatilité et le risque de fraude et de manipulation présents dans les marchés de crypto-actifs.
La législation cherche à protéger les consommateurs et les investisseurs ainsi que le système financier de l'instabilité.
L'harmonisation des régimes réglementaires antérieurement fragmentés nationalement vise à créer un environnement légal prédictible.
La loi de l'union européenne cherche aussi à créer un plus grand marché des crypto-actifs qui promeut l'émission et les opérations dans l'UE.
En 2023, un règlement européen définit le « jeton de monnaie électronique » comme « un type de crypto-actif qui vise à conserver une valeur stable en se référant à la valeur d’une monnaie officielle ».

## Quelques exemples de stable coins notables
USD Coin de Circle (USDC), Binance USD (BUSD), Tether (USDT) et DAI.
Les deux plus importantes capitalisations indexées sur l'or sont Tether Gold (XAUt) et Pax de Paxos.